# Christian Mørch
Christian Mørch (30. oktober 1714 – 1. februar 1782) var en dansk embedsmand og historiker.
Hans fader var en hørkræmmer. I 1747 blev han ansat i Kammerarkivet og samme år blev han medlem af Det kongelige danske Selskab for Fædrelandets Historie. 
1760 blev han revisor ved General-Postamtet, hvorfra han pensioneredes 1768. Han døde i Fredericia.
Han udgav i 1749 skriftet Den til en Tid undertrykte, men til sidst triumpherende Sandhed og Oprigtighed, forestillet udi en historisk Beretning om tvende Sydskende i det underjordiske Kongerige Martinia, Aplothos og Alethia.
Han blev 13. november 1754 gift med Rebecca født Wesseling, datter af hørkræmmer Wesseling.
Han blev i 1748 optaget i den københavnske frimurerloge Zorobabel, men var allerede 2. marts 1746 blevet optaget i frimurerlogen i Hamburg.